# Wolfert I van Borselen

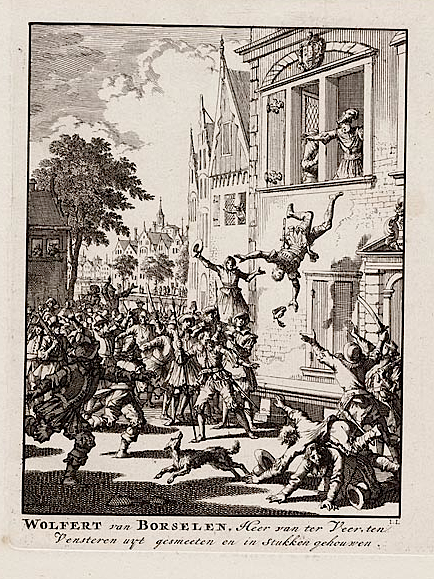
Wolfert uit het venster geworpen en vervolgens gelyncht door de menigte in Delft, tekening Jan Luyken.

Wolfert I van Borselen, Latijn: "Wilfardi of Wlfardum de Bersalia" (ca. 1245 - Delft, 1 augustus 1299) was heer van Veere, Zandenburg, Polsbroek en regent van Holland en Zeeland (1297-99). In 1282 huwde hij met Sybille van Praet (voor 1253 - 1292), vrouwe van Sandenburg. Nadat Sybille overleden was, trouwde hij in 1297 met Catharina van Durbuy, weduwe van Albrecht van Voorne en dochter van Gerard van Luxemburg, vermeend minnares van Floris V.

## Levensloop
Wolfert werd geboren tussen 1245-50 als zoon van heer "Dominus Henricus de Bersalia dictus Wisse, miles" en zijn moeder was mogelijk Maria van Egmond of Clarissa van Gavere. Wolfert komt met zijn oudere broer Nicolaas voor in een charter van 6 november 1271. In 1276 was Wolfert een mede zegelaar van een (handels)verdrag dat gesloten was tussen Floris V van Holland en een aantal steden in Overijssel en Gelderland (Gelre).
In juni 1277 ondertekende Wolfert mede een zoenverdrag tussen Floris de Voogd en Aleid van Holland. In april 1280 was Wolfert aanwezig onder Floris V van Holland bij het Beleg van kasteel Vredelant; hij wordt daarbij als 6de en laatste heer vermeld.
In Zeeland waren in die tijd de lenen zogenaamde kwade of rechte lenen. Deze zwaardlenen vielen terug aan de leenheer als er geen mannelijke nakomelingen waren. Indien er meerdere zonen waren, werd de leen verdeeld onder deze nakomelingen. De Zeeuwse adel kwam hiertegen in opstand, omdat de lenen hierdoor te versnipperd raakten. Wolfert I had in 1280 Veere en Zanddijk in leen gekregen van graaf Floris V. In 1282 droeg Wolfert zijn leen op aan de gravin van Holland, waarna hij het als goed of onversterfelijk leen terugkreeg. Dit spilleleen was de basis voor de macht van het geslacht van Borselen.
In 1290 koos hij echter de zijde van de Vlamingen tegen graaf Floris V. In 1291 werd hij zelfs leenman van de graaf van Vlaanderen. Vlak voordat Floris V overleed, verzoenden zij zich echter. In 1295 was Wolfert de aanvoerder van het leger dat de Vlamingen versloeg bij Borssele. Het jaar daarop versloeg hij de West-Friezen bij Monnickendam.

### Groei naar macht in Holland en Zeeland

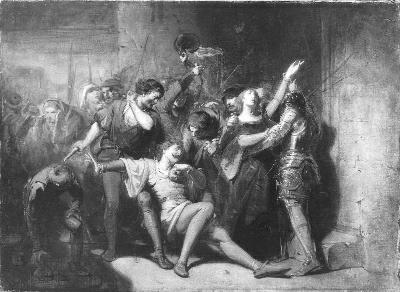
Wolfert van Borselen aangevallen door de menigte in Delft (1299), tekening van Johannes Egenberger.

Na de dood van Floris V van Holland in 1296 keerde diens jonge zoon Jan I van Holland terug van het hof van Eduard I van Engeland waar hij opgegroeid was en gehuwd met Eduards dochter Elizabeth. Eduard stelde Wolfert met Jan III van Renesse aan als regenten. Wolfert probeerde deze Van Renesse in diskrediet te brengen bij Jan I van Holland.
27 maart 1297 vond de Slag bij Vronen plaats. Hierbij had Jan III van Renesse de leiding, maar werd omsingeld en daarop verbannen uit Holland. Hieraan had bijgedragen dat Wolfert zich met zijn troepen terug had getrokken. Op 1 april 1297 werd beloofd door de raad als zowel Jan I van Holland de raad en beslissingen te volgen van Wolfert van Borselen, dit leidde er toe dat Wolfert zijn bezittingen kon uitbreidde, hij kreeg Woerden, Beverwijk en Ouderwater als bezit, alhoewel dit niet als legaal werd beschouwd. Van Borselen wist het Graafschap Holland ondanks de chaos en dreiging van invallen van buitenaf, bij elkaar te houden.
Wolfert had nu het bestuur naar zich toegetrokken, wat hem echter in verschillende kringen gehaat maakte. Na een conflict met het stadsbestuur van Dordrecht over het stapelrecht en een navolgend beleg op die stad, werd hij in augustus 1299 gelyncht in Delft. Jan II van Avesnes nam daarna het regentschap over en verwierf het graafschap Holland na de dood van Jan I later dat jaar.
In 1299 verleende Wolfert Rotterdam stadsrechten, die echter al snel werden ingetrokken. De stad Rotterdam heeft de Wolfert van Borselenpenning ingesteld.

## Nageslacht
- Wolfert II van Borselen, trouwde met Aleid van Henegouwen, buitenechtelijke dochter van Jan II van Avesnes
- Floris, vermoedelijk overleden 21 juni 1344 en begraven te Middelburg
- Frank (ovl. 30 mei 1316)
- Klaas I van Borselen (ovl. 1357), heer van Brigdamme, begraven te Middelburg. Vader van Frank, heer van Sint-Maartensdijk, gehuwd met Alienora van Zuijlen
- Heilwig van Borselen (? - ~1329), trouwde met Gerard van Voorne. Gerard was een zoon van Catharina van Durbuy, dus Heilwig moet dan een dochter zijn geweest uit het eerste huwelijk van Wolfert I.
- mogelijk N. van Randerode (? - ~1294)

In 1309 moest de bisschop van Utrecht arbitreren in een conflict tussen de broers Wolfert, Floris, Frank en Claas. Wolfert en Floris waren toen ridders, Frank en Claas waren nog knapen.

## Voorouders
Bekende voorouders van Wolfert zijn:
- (1) Hendrik Wisse van Borselen (ca. 1210 - ca. 1270) en Clarissa van Gavere 
  - (2) Nicolaas van Borselen (ca. 1180 - 1263)
  - (2) Jan I van Gavere (ca. 1210 - voor 1281) en een dochter van Jan van Axel
    - (3) Raas VI van Gavere (ca. 1175 - 9 november 1241) en Sophia van Breda en Schooten (ca. 1187 - na 1237), zie verder het artikel Raas van Gavere
    - (3) Jan van Axel (ca. 1175 - ca. 1240) en Beatrijs van Maldegem (ca. 1185 - voor 1238) 
      - (4) Didier III van Maldegem en Elisabeth van Roeulx 
        - (5) Robrecht van Maldegem
          - (6) Salomo van Maldegem

        - (5) Eustatius II de Roeulx (ca. 1145 - 1186) en Beatrix van Gavere
          - (6) Eustatius van Roeulx (ca. 1120 - Palestina, ca. 1191) en Maria van Morlanwelz 
            - (7) Arnulf van Henegouwen (ca. 1085 - na 1117) en Beatrix van Aat, ouders van Eustatius van Roeulx 
              - (8) Boudewijn II van Henegouwen en Ida van Leuven (ca. 1065 - 1139)
              - (8) Wouter van Ath en Ada van Ramerupt (ca. 1060 - na 1106)
                - (9) Hildouin IV van Montdidier (ca. 1015 - ca. 1063) en Adelheid van Roucy (1019 - ca. 1063), ouders van Ada van Ramerupt 
                  - (10) Hildouin III van Montdidier (ca. 985 - na 1037)
                    - (11) Hildouin II van Montdidier (ca. 955 - na 992)
                      - (12) Helpuin van Arcis sur Aube (ca. 925 - na 970) en Hersinde van Ramerupt (ca. 935 - na 970), ouders van Hildouin II van Montdidier

                  - (10) Ebles I van Roucy (988 - Reims, 11 maart 1033) en Beatrix van Henegouwen (ca. 998 - na 1035)
                    - (11) Giselbert van Roucy (ca. 956 - ca. 995) en een dochter van Willem III van Aquitanië en Adela van Normandië (917 - na 969)
                      - (12) Ragenold van Roucy en Alberada van Lotharingen (ca. 930 - 15 maart 973)

                    - (11) Reinier IV van Henegouwen en Hedwig van Frankrijk (969 - na 1013)

          - (6) Rasso IV van Gavere * ~ 1125 † < 1190 en Mathilda van Liedekerke, zie verder het artikel Raas van Gavere